# Capitaine Blood
Pour les articles homonymes, voir Blood.
Pour le film muet de David Smith sorti en 1924, voir Le Capitaine Blood (film).
Pour plus de détails, voir Fiche technique et Distribution.

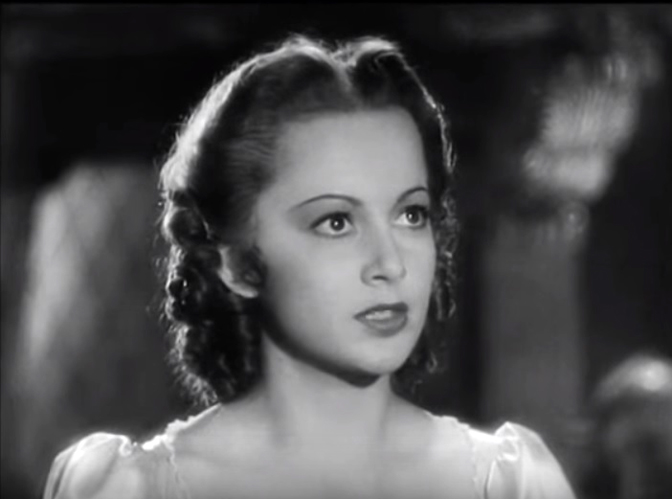
Olivia de Havilland

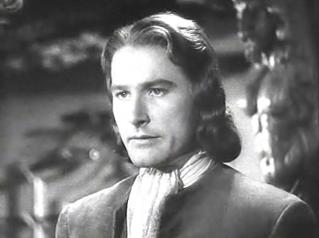
Errol Flynn

Capitaine Blood (Captain Blood) est un film américain réalisé par Michael Curtiz, sorti en 1935.

## Synopsis
En 1685, le docteur Peter Blood est arrêté pour assistance à un rebelle blessé lors d'une révolte contre le roi d'Angleterre Jacques II Stuart. Condamné à la déportation en Jamaïque, il y est acquis comme esclave par Arabella, nièce d'un planteur influent, le colonel Bishop. Ses compétences médicales lui valent la faveur du gouverneur, vieillard podagre, et de bénéficier d'un régime de semi-liberté lui permettant de secourir ses compagnons d'infortune et d'amorcer une relation difficile avec Arabella. À l'occasion d'une attaque de Port-Royal suivie de sa mise-à-sac par la soldatesque espagnole, il parvient, avec ses compagnons, à s'emparer du navire des assaillants et à prendre le large pour écumer les mers.
Lors d'une escale dans une île des Antilles, repaire et port d'attache de pirates, il rencontre un Français, le capitaine Levasseur, avec lequel il noue une « association ». Entretemps, Arabella Bishop, à l'issue d'un long séjour en Angleterre, est de retour aux Antilles lorsque son navire est attaqué par Levasseur, qui la capture en compagnie d'un lord plénipotentiaire royal (en mission pour le nouveau roi Guillaume d'Orange — on le saura ultérieurement).
Blood et Levasseur ne parvenant pas à s'entendre sur l'attribution de ce « butin », un duel s'ensuit où Blood tue Levasseur, avant de se mettre en route vers la Jamaïque afin d'y déposer Arabella et le délégué royal. Ils y parviennent au moment où deux navires français canonnent Port Royal. Apprenant du lord que le roi Jacques II s'est enfui, chassé d'Angleterre, et a été remplacé par Guillaume d'Orange, et sur la promesse d'être amnistiés par le nouveau roi, Blood et son équipage décident de hisser le pavillon anglais. À la suite d'une bataille navale dantesque avec canonnades, abordages, etc., Blood triomphe. Nommé gouverneur par le plénipotentiaire, il épouse Arabella, devenant ainsi le « neveu » du colonel Bishop qu'il absout des méfaits et tourments naguère infligés à ses compagnons d'aventure.

## Fiche technique
- Titre original : Captain Blood
- Titre français : Capitaine Blood
- Réalisation : Michael Curtiz
- Scénario : Casey Robinson d'après le roman éponyme de Rafael Sabatini
- Dialogues : Stanley Logan
- Direction artistique : Anton Grot
- Costumes : Milo Anderson
- Photographie : Ernest Haller et Hal Mohr
- Effets spéciaux : Fred Jackman
- Montage : George Amy
- Musique : Erich Wolfgang Korngold
- Production : Harry Joe Brown, Gordon Hollingshead et Hal B. Wallis
- Société de production : Warner Bros. Pictures
- Pays de production :  États-Unis
- Langue : anglais
- Format : Noir et blanc - 1,37:1 - Mono - 35mm
- Genre : aventure
- Durée : 119 minutes
- Dates de sortie : 
  - États-Unis : 19 décembre 1935 (première à Los Angeles) ;  28 décembre 1935 (sortie nationale)
  - France : 20 février 1936
- Affiches : Wik (Belgique), Jacques Bonneaud, Joseph Koutachy (France)

## Distribution
- Errol Flynn (VF : André Norevo / René Arrieu) : Dr Peter Blood
- Olivia de Havilland (VF : Lucienne Doridge / Jacqueline Ferrière) : Arabella Bishop
- Lionel Atwill (VF : Marcel Raine / Claude Péran) : le colonel Bishop
- Basil Rathbone (VF : Jacques Dumesnil / Maurice Dorléac) : le capitaine Levasseur
- Ross Alexander (VF : Jean Daurand) : Jeremy Pitt
- Guy Kibbee (VF : Léon Larive) : Henry Hagthorpe
- Henry Stephenson (VF : Max Morise / Richard Francœur) : Lord Willoughby
- Robert Barrat (VF : Claude Bertrand) : Wolverstone
- Hobart Cavanaugh (VF : René Blancard) : Dr. Bronson
- Donald Meek (VF : Pierre Leproux) : Dr. Whacker
- Jessie Ralph (VF : Cécile Dylma) : Mme Barlow
- Forrester Harvey : Honesty Nuttall
- Frank McGlynn Sr. : le révérend Ogle
- Holmes Herbert (VF : Jean-Henri Chambois) : le capitaine Gardner
- David Torrence : Andrew Baynes
- J. Carrol Naish (VF : Roger Til) : Cahusac
- Pedro de Cordoba (VF : Jean Martinelli) : Don Diego
- George Hassell (VF : Émile Duard) : le gouverneur Steed
- Harry Cording : Kent
- Leonard Mudie (VF : Paul Amiot) : le baron Jeffreys
- Ivan F. Simpson (VF : Henri Ebstein) : le procureur
- Stuart Casey (VF : Pierre Morin) : le capitaine Hobart
- David Cavendish : Lord Gildoy
- Mary Forbes : Mme Steed
- E. E. Clive (VF : Abel Jacquin) : le greffier du tribunal
- Colin Kenny : Lord Chester Dyke
- Maude Leslie : Mme Baynes
- Vernon Steele (VF : Jean-François Laley) : le roi Jacques II d'Angleterre

Acteurs non crédités
- Yola d'Avril : Une fille à la taverne
- Reginald Barlow (VF : Raymond Loyer) : Dixon
- Halliwell Hobbes : Lord Sunderland
- Murray Kinnell (VF : Jean d'Yd) : un autre greffier du tribunal s'adressant à Peter Blood
- Chris-Pin Martin : une sentinelle
- Louis Mercier : un pirate
- Frank Puglia (VF : Jean-Henri Chambois) : un officier français
- Georges Renavent : un capitaine français

Légende : Premier doublage de 1936 / Deuxième doublage de 1947

## Autour du film
- L'histoire du capitaine Blood est quasiment celle vécue par le chirurgien français Exquemelin, principal chroniqueur de la flibuste et dont le récit en partie autobiographique intitulé Histoire d'avanturiers qui se sont signalez dans les Indes (1678) a pu inspiré le scénario du film[1].
- En 1961, le propre fils d'Errol Flynn, Sean, jouera lui-même le Fils du capitaine Blood dans le film italien homonyme de Tullio Demicheli[2].
- Bien que le film fasse mourir Olivier Levasseur dans un duel, historiquement, il fut exécuté par pendaison.

### Ouvrages généraux
- Gérard Devillers et Marceau Devillers, Anthologie du Cinéma, tome V : Errol Flynn, Paris, L'Avant-scène Cinéma, 1970, p. 337-392.

### Monographies
- René Noizet, Tous les chemins mènent à Hollywood : Michael Curtiz, Paris, L'Harmattan, 1997, 383 p. (ISBN 2-7384-5667-7 et 978-2738-45667-0), p. 181-183.
- (en) Tony Thomas, Rudy Behlmer et Clifford McCarty, The Films of Errol Flynn, Secaucus, New Jersey, The Citadel Press, 1969, 221 p. (ISBN 0-8065-0237-1), p. 30-36.

## Liens